# 长电科技
长电科技成立于1972年，是一家上市公司，总部位于中国东部沿海城市江阴。它是中国大陆最大、全球第三大的外包半导体封装测试（Outsourced Semiconductor Assembly and Test，OSAT）公司。 JCET成立于1972年，当时江阴将当地一家工厂改建为生产晶体管。长电科技于2003年在上海证券交易所上市，并不断发展壮大。长电科技提供一系列半导体封装、组装、制造和测试产品和服务，在中国、韩国和新加坡设有六大生产基地和两大研发中心。长电科技提供芯片成品制造，包括集成电路的系统集成、设计仿真、技术开发、产品认证、晶圆中测、晶圆级中道封装测试、系统级封装测试、芯片成品测试。

## 历史
长电科技成立于1972年，当时江阴将一家工厂改建为晶体管制造厂。该公司1989年集成电路自动化生产线投产，2000年公司改制为江苏长电科技股份有限公司，于2003年6月在上海证券交易所上市。同年晚些时候，它推出了多项新产品和子公司，其中包括子公司江阴长电先进封装有限公司。JCAP与中国大学合作进行半导体行业研发，成为中国最大的晶圆级封装公司。
到2004年，长电科技每年生产25亿块集成电路和150亿个晶体管元件。该公司于 2007 年在新加坡开设了新的研发中心，并于 2008 年在江阴开设了新的制造工厂从2009年到2013年，长电科技的收入每年增长17.8%。到2011年，该公司的年收入为6.11亿美元，到2012年增长到7.11亿美元截至2015年，长电科技在中国拥有五个生产中心，年收入超过10亿美元。
2000 年代，长电科技的收入因更多半导体公司采用内部封装而有所下降，但后来由于电子产品需求的增加而增长。
长电科技于2015年8月以18亿美元完成对新加坡竞争对手星科金朋的收购星科金朋是长电科技的竞争对手，也是第四大半导体封测公司。次年，长电科技投资3亿美元，将星科金朋的制造能力翻倍。 

## 产品
长电科技集团是中国大陆最大、全球第三大的外包半导体封装测试（OSAT）公司。  JCET还提供半导体制造、产品开发、测试、封装设计等服务。截至2019年，它拥有六个制造工厂和两个研发中心。截至2016年，长电科技拥有约2,600项专利。截至2013年，长电科技约70%的收入来自美国，19%来自亚洲，12%来自欧洲。

## 相关
- 半导体行业
- 中国半导体产业
- 集成电路封装
- 晶圆级封装
- 系统封装